# Zafarullah Khan Jamali
Mir Zafarullah Khan Jamali (1 de janeiro de 1944 – Raualpindi, 2 de dezembro de 2020) foi um político paquistanês que ocupou o cargo de primeiro-ministro do país de 21 de novembro de 2002 a 26 de julho de 2004, quando resignou.
Morreu em 2 de dezembro de 2020 no Armed Forces Institute of Cardiology em Raualpindi, aos 76 anos, de insuficiência cardíaca e renal.